# Secretaría General de Gobierno de Nuevo León
La Secretaría de General de Gobierno de Nuevo León es la dependencia administrativa del Gobierno de Nuevo León subordinada al gobernador del estado, que tiene la responsabilidad de mantener la gobernabilidad del estado.
Esta secretaría tiene su cargo la interacción con otras autoridades, estados y municipios; la atención del sistema penitenciario; la recuperación de espacios públicos; mantener la gobernabilidad, así como dar seguimiento a temas de corte social como los asuntos metropolitanos; la regulación territorial y los problemas agrarios.

## Funciones
Mantener la gobernabilidad del Estado, mediante la conducción de la política interior, innovación, modernidad; así como la comunicación respetuosa con otras autoridades de los diferentes niveles de Gobierno, de la sociedad civil y agentes consulares acreditados, además de las atribuciones que expresamente le confiere la Constitución Política del Estado.

### Misión
Lograr el Proyecto de Gobierno elaborado por el Gobernador y su Gabinete para un Nuevo Nuevo León, mediante la implementación de un Buen Gobierno; un Desarrollo Económico Responsable, comprometido al bienestar de todos los ciudadanos del Estado, en un marco de Igualdad; Seguridad y Medio Ambiente Sano, que haga de Nuevo León el mejor lugar para nacer, crecer, estudiar, trabajar y vivir.

### Visión
Representar los intereses de los ciudadanos mediante el encargo de resolver los asuntos de política pública del Estado. Mantener una buena y cordial relación del Ejecutivo con el Gobierno Federal, sus Instituciones, otros Poderes del Estado, de los Municipios y Agentes Consulares de la Entidad.

### Según la ley
Según el artículo 22 de la Ley Orgánica de la Administración Pública del Estado de Nuevo León: la Secretaría General de Gobierno es la dependencia encargada de mantener la gobernabilidad del Estado, mediante la conducción de la política interior, innovación, modernidad; así como la comunicación respetuosa con otras autoridades de los diferentes niveles de Gobierno, de la sociedad civil y agentes consulares acreditados, además de las atribuciones que expresamente le confiere la Constitución Política del Estado; y en consecuencia, le corresponde el despacho de los siguientes asuntos:
I. Conducir los asuntos internos de orden político del Estado, no encomendados por la Ley a otras Secretarías, dependencias u organismos;
II. Conducir y coordinar las relaciones del Ejecutivo con el Gobierno Federal, con los otros poderes del Estado, con los ayuntamientos de la entidad, con partidos y agrupaciones políticas, organizaciones de la sociedad civil y los agentes consulares, en lo relativo a su competencia;
III. Tramitar los nombramientos de los Magistrados del Tribunal Superior de Justicia;
IV. Tramitar el nombramiento de un Consejero de la Judicatura del Estado que designe el Ejecutivo Estatal, de acuerdo a lo previsto en la Constitución Política del Estado;
V. Prestar al Poder Judicial del Estado, cuando este lo requiera, el auxilio para el ejercicio de sus facultades y apoyar administrativamente, por delegación del Ejecutivo, las funciones de los Tribunales Administrativos a que se refiere esta Ley;
VI. Remitir al órgano competente los exhortos para su debida diligenciación, previa legalización, en aquellas materias que la Ley lo exija;
VII. Promover la celebración de convenios de coordinación y colaboración con los municipios para la realización de acciones, estudios y proyectos tendientes al fortalecimiento del desarrollo municipal; participar en los comités, consejos y demás órganos de coordinación de la Administración Pública vinculados con la promoción del desarrollo municipal;
VIII. Fomentar y apoyar la realización de programas de colaboración intermunicipales, para ejecutar proyectos de obras o servicios que incidan en la prevención o solución de problemas comunes a más de un municipio, o que faciliten la convivencia de sus habitantes;
IX. Apoyar el funcionamiento de los organismos o entidades que protejan y fomenten los derechos humanos y prestar garantías para su protección;
X. Llevar a cabo programas, estudios, investigaciones y demás actividades tendientes a desarrollar y a aplicar los métodos, sistemas, equipos y dispositivos para la prevención y control de catástrofes, desastres o calamidades, así como para operar la oportuna prestación de los servicios de apoyo o auxilio que, en su caso, se requieran para la protección civil;
XI. Planear y ejecutar las políticas estatales en materia de población, en coordinación con las autoridades federales;
XII. Ejercer las atribuciones que en materia de asociaciones religiosas y culto público establezcan la Ley o los convenios de colaboración o coordinación que se celebren con las autoridades federales competentes, así como ser conducto para tratar los asuntos de carácter religioso que contribuyan de manera directa o indirecta al desarrollo social y al fortalecimiento de los valores de la solidaridad y la convivencia armónica entre la ciudadanía;
XIII. Organizar, dirigir y vigilar el ejercicio de las funciones del Registro Civil y del Registro Público de la Propiedad y del Comercio;
XIV. Administrar el Archivo Histórico y el General del Poder Ejecutivo del Estado;
XV. Coordinar los eventos y actos cívicos del Gobierno del Estado, y llevar un calendario de los mismos;
XVI. Organizar y administrar el Archivo de Notarías, realizar inspecciones a las notarías, y proveer toda clase de procedimientos en los términos de la Ley de la materia;
XVII. Llevar el calendario oficial y el registro de autógrafos de las y los servidores públicos estatales, de las y los presidentes municipales y secretarios o secretarias de los ayuntamientos del Estado, notarios y notarias públicos, corredores y corredoras públicos, así como de las demás servidoras y servidores a quienes esté encomendada la fe pública para la legalización de firmas;
XVIII. Tramitar los asuntos que en materia agraria competen al Estado en los términos de la Ley de la materia, así como atender los asuntos relacionados con las copropiedades rurales;
XIX. Dirigir la edición y publicación del Periódico Oficial del Estado;
XX. Ordenar la publicación en el Periódico Oficial del Estado de las leyes y decretos que expida el Poder Legislativo y de los decretos del Ejecutivo;
XXI. Llevar el catálogo de las leyes, decretos, reglamentos, Periódico Oficial del Estado, Diario Oficial de la Federación, circulares y acuerdos del Ejecutivo;
XXII. Revisar y someter a consideración y, en su caso, firma de quien encabece el Poder Ejecutivo de todos los proyectos de iniciativas de leyes y decretos que se presenten al Congreso del Estado, y darle opinión sobre dichos proyectos;
XXIII. Revisar los reglamentos, decretos, acuerdos, nombramientos, resoluciones y demás instrumentos de carácter jurídico de la persona titular del Ejecutivo, a efecto de someterlos a consideración y, en su caso, firma de la persona titular del Ejecutivo de Estado;
XXIV. Conocer, revisar y emitir opinión o dictamen respecto de consultas, contratos, convenios, iniciativas de ley, reglamentos, decretos, acuerdos, resoluciones y en general cualquier acto o documento con efectos jurídicos, así como de aquellos que, por su relevancia, la persona titular del Ejecutivo así lo encomiende;
XXV. Prestar asesoría jurídica cuando la persona titular del Ejecutivo del Estado así lo acuerde, en asuntos en que intervengan varias dependencias de la Administración Pública Estatal;
XXVI. Establecer y conducir la coordinación en materia jurídica de las unidades o enlaces responsables de los asuntos jurídicos de las dependencias y entidades de la Administración Pública Estatal. Opinar previamente sobre el nombramiento y, en su caso, solicitar la remoción de las y los titulares de las áreas responsables del apoyo jurídico de las dependencias y entidades de la Administración Pública Estatal, dentro de su esfera competencial;
XXVII. Participar, junto con las demás dependencias y entidades competentes, en la actualización y simplificación del orden normativo jurídico, cuando la persona titular del Ejecutivo así lo encomiende;
XXVIII. Representar jurídicamente a la persona titular del Ejecutivo del Estado, o por quien el Secretario General de Gobierno designe en asuntos extrajudiciales y en los juicios o procedimientos en que este sea parte, tenga el carácter de tercero o le resulte algún interés jurídico, así como en las acciones de inconstitucionalidad y controversias constitucionales a que se refiere el artículo 105 de la Constitución Política de los Estados Unidos Mexicanos, y en los medios de control de la constitucionalidad local, designación que deberá ser publicado en el Periódico Oficial del Estado. La representación a que se refiere esta fracción comprende el desahogo de todo tipo de pruebas;
XXIX. Intervenir como parte ante el Tribunal de Justicia Administrativa del Estado cuando el acto impugnado sea de naturaleza administrativa estatal, en los términos de lo dispuesto por el artículo 33 fracción III de la Ley de Justicia Administrativa para el Estado y Municipios de Nuevo León;
XXX. Representar la persona titular del Poder Ejecutivo ante la Comisión de Transparencia y Acceso a la Información del Estado de Nuevo León en todos aquellos procedimientos en los que la persona titular del Ejecutivo del Estado deba intervenir conforme a la Ley de la materia. La representación a que se refiere esta fracción comprende el desahogo de todo tipo de pruebas;
XXXI. Solicitar de las dependencias y entidades de la Administración Pública Estatal la información y apoyo que requiera para el cumplimiento de sus funciones;
XXXII. Coordinar, supervisar y evaluar las actividades y resultados de las entidades sectorizadas a la Secretaría;
XXXIII. Otorgar apoyo técnico jurídico en forma directa a la persona titular del Ejecutivo del Estado, en todos aquellos asuntos que éste le encomiende;
XXXIV. Tramitar las expropiaciones por causa de utilidad pública;
XXXV. Apoyar a los organismos electorales en el Estado en el ejercicio de sus atribuciones;
XXXVI. En ausencia de la persona titular del Poder Ejecutivo, señalados en la Constitución Política del Estado Libre y Soberano de Nuevo León, deberá hacerse cargo del despacho de los asuntos que la propia Constitución le otorga al ejecutivo; y
XXXVII. Los demás que le señalen las leyes, reglamentos y otras disposiciones legales aplicables.

## Titulares
| Secretario                        | Periodo                                                                                                 | Gobernador                                                   | Ref   |
| --------------------------------- | --- | ------------------------------------------------------------ | ----- |
| Javier Luis Navarro Velasco       | 1° periodo: 4 de octubre de 2021 - 20 de noviembre de 2023 2° periodo: desde el 28 de noviembre de 2023 | Samuel Alejandro García Sepúlveda Luis Enrique Orozco Suárez |       |
| Enrique Torres Elizondo           | 28 de enero de 2021 - 3 de octubre de 2021                                                              | Jaime Rodríguez Calderón                                     | [ 2 ] |
| Manuel Florentino González Flores | 2 de julio de 2018 - 29 de enero de 2021                                                                | Jaime Rodríguez Calderón                                     | [ 3 ] |
| Genaro Alanís de la Fuente        | 1 de enero de 2018 - 2 de julio de 2018                                                                 | Manuel Florentino González Flores                            | [ 4 ] |
| Manuel Florentino González Flores | 4 de octubre de 2015 - 31 de diciembre de 2017                                                          | Jaime Rodríguez Calderón                                     | [ 5 ] |
| Felipe González Alaniz            | 3 de marzo de 2015 - 3 de octubre de 2015                                                               | Rodrigo Medina de la Cruz                                    | [ 6 ] |
| Álvaro Ibarra Hinojosa            | 8 de febrero de 2012 - 3 de marzo de 2015                                                               | Rodrigo Medina de la Cruz                                    |       |
| Javier Treviño Cantú              | 4 de octubre de 2009 - 8 de febrero de 2012                                                             | Rodrigo Medina de la Cruz                                    |       |
| Jorge Cantú Valderrama            | 9 de febrero de 2009 - 3 de octubre de 2009                                                             | José Natividad González Parás                                | [ 7 ] |
| Rodrigo Medina de la Cruz         | 12 de julio de 2007 - 6 de febrero de 2009                                                              | José Natividad González Parás                                | [ 8 ] |
| Rogelio Cerda Pérez               | 8 de diciembre de 2005 - 12 de julio de 2007                                                            | José Natividad González Parás                                |       |
| Napoleón Cantú Cerna Rubrica      | 3 de octubre de 2003 - 8 de diciembre de 2005                                                           | José Natividad González Parás                                |       |
| José Mario Garza Benavides        | 4 de octubre de 1997 - 3 de octubre de 2009                                                             | Fernando Elizondo Barragán                                   |       |
| José Mario Garza Benavides        | 4 de octubre de 1997 - 3 de octubre de 2009                                                             | Fernando Canales Clariond                                    |       |